# Mimosybra giloloensis
Mimosybra giloloensis es una especie de escarabajo del género Mimosybra, familia Cerambycidae. Fue descrita científicamente por Breuning en 1962.
Se distribuye por Indonesia y Malasia. Posee una longitud corporal de 11 milímetros. El período de vuelo de esta especie ocurre en el mes de agosto.